# Seymour (Indiana)
Seymour è una città degli Stati Uniti d'America situata nella Contea di Jackson, nello Stato dell'Indiana.
La popolazione era di 18.101 abitanti nel censimento del 2000. È la città di nascita del cantante John Mellencamp.